# Polle fra Snave
 Der er for få eller ingen kildehenvisninger i denne artikel, hvilket er et problem. Du kan hjælpe ved at angive troværdige kilder til de påstande, som fremføres i artiklen.

Polle fra Snave er en fiktiv person, der optrådte som hovedperson i de succesfulde Sonofon-reklamefilm i starten af 2001 og i folkekomedien Polle Fiction fra 2002. Begge lavet af Wibroe, Duckert & Partners. Polle bliver spillet af skuespilleren Jens Andersen.

## Historie

### Begyndelsen
Polle er en enfoldig ungkarl på 30 år, der bor hos sin mor og far i landsbyen Snave på Fyn. Han har langt, blondt bundesligahår og et smilende ansigt. Hans daglige transportmiddel er en slidt Puch Maxi, monteret med den obligatoriske grønne mælkekasse bagpå. Han bliver konstant drillet af sine "bedste" venner Heino og Jøgge. Bl.a. har Polle fået en del Sherifstjerner, og det gav anledning til kritik, fordi det kunne tolkes, som at det var ok at mobbe. Af og til er gutterne også i selskab med særlingen Knasti, og trekløveret gav sammen Polle en stor lagkage (ølkasse) til hans fødselsdag samt en mobiltelefon. Polle kæmper en brav kamp for at finde ud af, hvordan den virker, og bliver med tiden bedre til at anvende den. Ellers sidder de fire dagligt hver aften på Giraffen (Snaves lokale værtshus) og drikker Snave-pilsnere.

### Venner og fjender
Til at starte med er Polles ærkefjende den perverse og grovgustne Karsten Kørelærer. Men deres fjendskab udvikler sig til et venskab, hvor de bliver bedste venner, efter Polle har givet Karsten en ordentlig lærestreg (ved at prøve at suge Karstens tissemand ind i slamsugeren), der får ham til at tænke om Polle på en ny måde. Sammen starter de en Sonofonbutik i Snave, hvor de begge er butiksbestyrere og mobilfunktionskonsulenter. Efter de to slår sig sammen, stopper Heino og Jøgge langsomt med at drille Polle, eftersom han har fået sig en stærk beskytter.

### Kæresteforhold
Polle har op til flere gange været involveret i kærlighedsforhold. Da han sammen med Karsten bliver den bedste i landsbyen til at bruge en mobiltelefon, stiger hans popularitet blandt de lokale fynske piger. Hans polyfoniske yndlingsringetone er Europes "The Final Countdown", som desuden er temasangen til reklamefilmene. Polle kan også lide 80'er hits såsom Trios "Da da da" og Soft Cells "Tainted Love".
Tidligere har han været tæt på at gifte sig med den blonde og storbarmede golddigger Lillian. Fra to tidligere forhold har hun to ufatteligt øretæveindbydende møgunger ved navn Ronni og Danni. De bliver for meget for Polle, samtidig med at han finder ud af, at Lillian er utro mod ham, samt at hun kun er ude efter hans kommende erstatningspenge fra slamsugerslange-eksamensulykken. Polle var desuden også mere forelsket i den let mørke Suleima på den lokale grillbar. Det ender med, at Polle forlader Lillian midt i deres bryllup og vælger at danne et kort, men lykkeligt forhold med Suleima.

## Sprog
Polle taler en form for sydfynsk bondesprog sammen med sine bekendte i landsbyen. De bruger udtryk som sms-beskeder i en ungdomsklub, som "total i orden", "utidig", "olympisk" og "rent fakta".